# Coulmannia australis
Coulmannia australis är en kräftdjursart som beskrevs av Hodgson 1910. Coulmannia australis ingår i släktet Coulmannia och familjen Paramunnidae. Inga underarter finns listade i Catalogue of Life.